# アニワ
アニワ（ロシア語: Ани́ва）は、サハリン南部のアニワ湾に面した町。ロシア連邦サハリン州に属する。日本統治時代（1905年 - 1945年）の留多加町（るうたかちょう）にあたる。
日本統治時代の詳細については留多加町の項目を参照すること。

## 概要
アニワはサハリン南部のアニワ湾に面した町で、リュートガ川沿いにある。ユジノサハリンスクから南へ37キロメートル、北緯46.7175度、東経142.5317度に位置する。町の人口は9,239人である（2014年人口調査）。
1886年、リュトガ（ロシア語: Лютога）村が建設された。1905年、ポーツマス条約により南樺太の一部として日本に割譲された。村の名前は日本人により「留多加」と改称された。
1945年、村はソ連の手に戻った。1946年、村は町に格上げされ、町の名称が「アニワ」に改められた。